# Березовець (притока Інгульця)
Березовець, Березівка — річка у Олександрійському районі Кіровоградської області, ліва притока Інгульця (басейн Дніпра).

## Опис
Довжина річки 17  км., похил річки — 2,3 м/км. Формується з декількох безіменних струмків та водойм. Площа басейну 72,0 км².

## Розташування
Березовець бере початок з водойми на заході від села Мала Березівка. Тече на південний захід і в Олександрії впадає у річку Інгулець, праву притоку Дніпра.